# الحوادث الإرهابية في العراق عام 2007

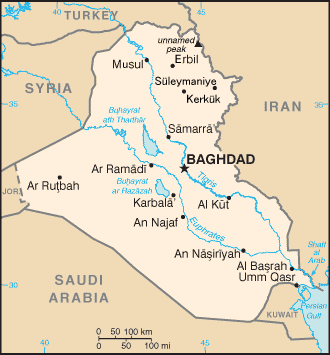
خريطة العراق

تُفصّل هذه القائمة الحوادث الإرهابية التي وقعت في العراق عام 2007. في ذلك العام، أرسلت الولايات المتحدة 20 ألف جندي إضافي للمشاركة في القتال ضمن زيادة القوات. وشهد عام 2007 حوالي 442 تفجيرًا، وهو ثاني أعلى عدد تفجيرات في عام واحد خلال حرب العراق. وشملت الأحداث الرئيسية هجومًا على جامعة المستنصرية في 16 يناير/كانون الثاني، أسفر عن مقتل 70 شخصًا وإصابة 180 آخرين، وتفجيرات في سوق الصدرية ببغداد في 3 فبراير/شباط، أسفرت عن مقتل 135 شخصًا.

## يناير
- 8 يناير: هاجم انتحاري بشاحنة مفخخة نقطة تفتيش في الرمادي مما أسفر عن مقتل شرطيين.[1]
- 10 يناير: هاجم انتحاريان منفصلان في تلعفر مما أسفر عن مقتل خمسة أشخاص وإصابة 15 آخرين.[2]
- 15 يناير: هاجم انتحاري مكتبًا للحزب الديمقراطي الكردستاني في الموصل مما أسفر عن مقتل 5 أشخاص وإصابة 28 آخرين.[3]
- 16 يناير: تفجيرات جامعة المستنصرية: أسفر تفجير مزدوج بسيارتين مفخختين، بما في ذلك هجوم انتحاري واحد، عن مقتل 70 شخصًا وإصابة 180 آخرين في جامعة المستنصرية في بغداد. بعد وقت قصير من انفجار قنبلة في سوق للدراجات النارية في بغداد، هاجم انتحاري الشرطة والمستجيبين الأوائل الذين وصلوا إلى مكان الحادث مما أسفر عن مقتل 13 شخصًا.[4]
- 17 يناير: ضربت سيارة مفخخة انتحارية سوقًا في مدينة الصدر مما أسفر عن مقتل 17 شخصًا.[5] هاجم انتحاري بالقرب من مقر للشرطة في كركوك مما أسفر عن مقتل 10 أشخاص.[6] أطلقت الشرطة النار على انتحاري وقتلته بعد محاولته مهاجمة نقطة تفتيش للشرطة في الرمادي.[7]
- 18 يناير: هاجم انتحاري دورية للشرطة في الموصل مما أسفر عن مقتل مدني وإصابة ستة أشخاص، من بينهم أربعة من رجال الشرطة.[8]
- 21 يناير: هاجم انتحاري دورية للجيش العراقي في الموصل مما أسفر عن مقتل امرأة واحدة.[9]
- 22 يناير: تفجيرات سوق باب الشرقي: أعقبها تفجير سيارة مفخخة متوقفة على الفور، استهدف منطقة تجارية ذات أغلبية شيعية في سوق باب الشرقي بوسط بغداد، مما أسفر عن مقتل 88 شخصًا.[10][11]
- 23 يناير: هاجم انتحاري بسيارة مفخخة اتحاد شباب كردستان، التابع للحزب الديمقراطي الكردستاني، في الموصل، مما أسفر عن مقتل تسعة أشخاص وإصابة آخرين.[12]
- 24 يناير: هاجم انتحاري دورية للشرطة في بغداد، مما أسفر عن مقتل أربعة من رجال الشرطة.[13]
- 25 يناير: فجر انتحاري سيارة مفخخة، ما أسفر عن مقتل 26 شخصًا وإصابة 55 آخرين في تقاطع مزدحم بمنطقة الكرادة ببغداد.[14]
- 26 يناير: هاجم انتحاري مسجدًا شيعيًا قرب الموصل، ما أسفر عن مقتل شخص واحد. هاجم انتحاري دورية للجيش الأمريكي في بغداد، ما أسفر عن مقتل جنديين أمريكيين.[15] قتلت الشرطة انتحاريًا بسيارة مفخخة أثناء محاولته مهاجمة نقطة تفتيش تابعة لها في الرمادي.[16]
- 27 يناير: قُتل 13 شخصًا في تفجير انتحاري مزدوج في بغداد.[17] انفجرت سيارة مفخخة خارج مسجد شيعي في كركوك، ما أسفر عن مقتل سائق السيارة وراكبها.[18]
- 28 يناير: في أول هجوم من نوعه، استهدف انتحاري وحدة استجابة للطوارئ في الرمادي بشاحنة مفخخة محملة بالكلور. قُتل 16 شخصًا في الانفجار، لكن الكلور لم يُصب أحدًا على ما يبدو. فجّر انتحاري نفسه في كركوك، ما أسفر عن مقتل ثمانية أشخاص.[19]
- 29 يناير: هاجم انتحاري بسيارة مفخخة نقطة تفتيش للشرطة في منطقة الحرية ببغداد مما أسفر عن مقتل 4 أشخاص وإصابة 5 آخرين.[20]
- 30 يناير: قتل انتحاري 23 شخصًا وأصاب 57 في هجوم على مسجد شيعي في بلدروز.[21] هاجم انتحاري نقطة تفتيش تحمي الحجاج الدينيين الذين يحيون ذكرى عاشوراء في الحفرية مما أسفر عن مقتل شخصين.[20]

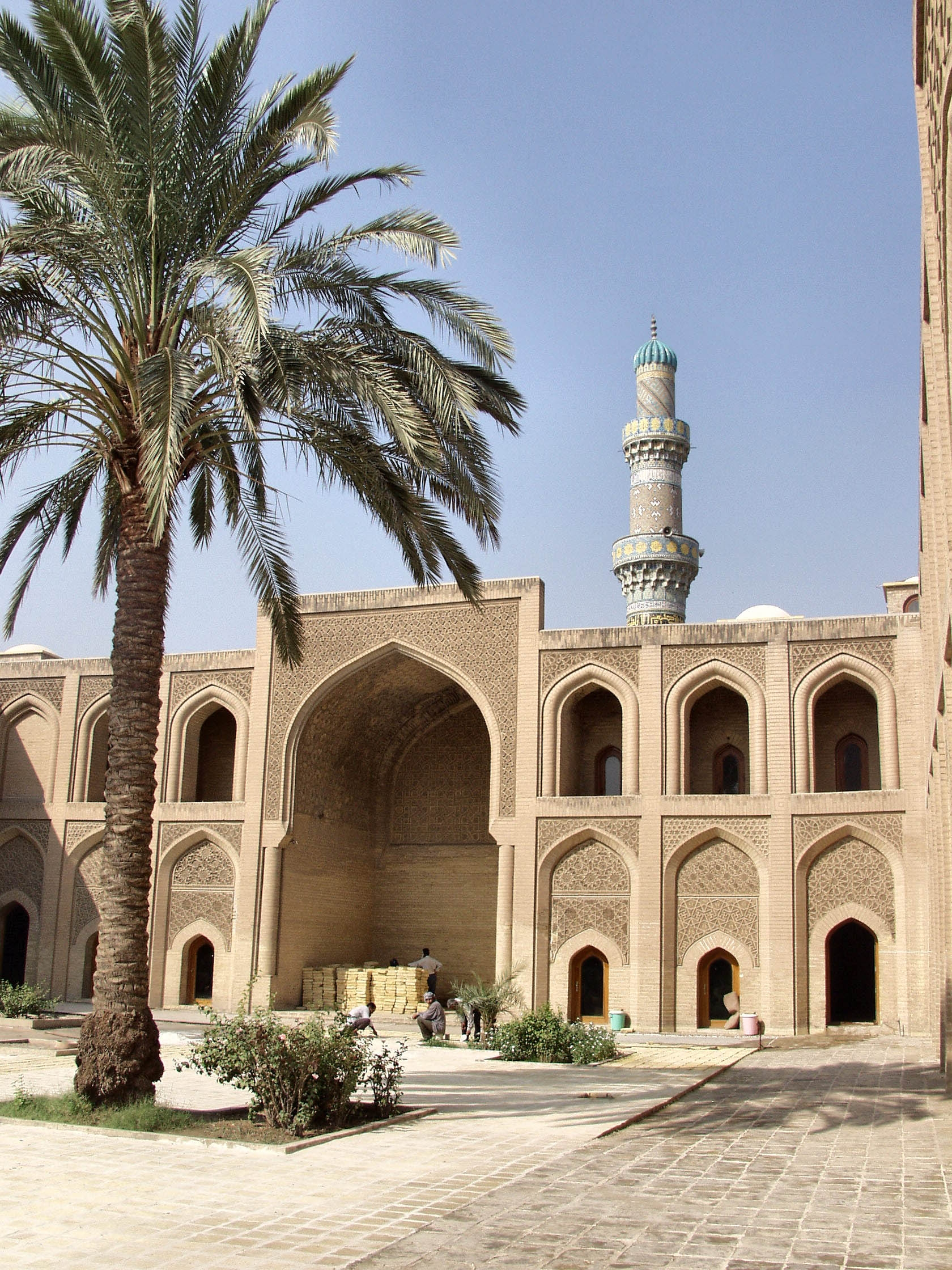
صورة لجامعة المستنصرية التي كانت هدفاً لهجوم 16 كانون الثاني/يناير

## فبراير
- 1 فبراير: فجّر انتحاريان نفسيهما في سوق مزدحم في الهواء الطلق في الحلة، جنوب بغداد، مما أسفر عن مقتل 73 شخصًا.[22]
- 3 فبراير: تفجير سوق الصدرية: فجّر انتحاري سيارته في سوق الصدرية ببغداد، مما أسفر عن مقتل 135 شخصًا وإصابة 305 آخرين، في أعنف تفجير منفرد منذ الغزو الذي قادته الولايات المتحدة عام 2003. انحرف انتحاري عن غير قصد إلى سيارة إسعاف في الموصل وفجّرها، مما أسفر عن مقتل امرأة حامل وإصابة اثنين آخرين. وأشارت مصادر الشرطة إلى أن هدفه المقصود كان سوق البورصة.[23]
- 8 فبراير: هاجم انتحاري نقطة تفتيش للشرطة العراقية شمال حديثة في محافظة الأنبار، مما أسفر عن مقتل سبعة من رجال الشرطة وإصابة ثلاثة آخرين.[24]
- 10 فبراير: قتل انتحاري بسيارة مفخخة خمسة أشخاص وأصاب 10 بالقرب من طابور خارج مخبز في حي الكرادة ذي الأغلبية الشيعية. أدى تفجير سيارة مفخخة إلى مقتل جندي عراقي وإصابة خمسة أشخاص، بينهم ثلاثة مدنيين، عندما استهدف نقطة تفتيش للجيش في بلدة تلعفر شمال العراق.[25]
- 11 فبراير: في تكريت، على بعد 80 ميلاً شمال بغداد، اصطدم انتحاري بشاحنة مفخخة بحشد من رجال الشرطة كانوا يصطفون لأداء واجبهم يوم الأحد بالقرب من تكريت، مما أدى إلى انهيار المركز ومقتل 30 شخصًا على الأقل وإصابة 50 آخرين. أصيب شرطي واحد عندما انفجر انتحاري بالقرب من مسجد شيعي في حي الإعلام جنوب بغداد.[26]
- 13 فبراير: فجر انتحاري شاحنة بالقرب من كلية في بغداد في منطقة الإسكان الغربية، مما أسفر عن مقتل 18 شخصًا وإصابة 40 آخرين.[27]
- 14 فبراير: قُتل ثمانية على الأقل من رجال الشرطة وأُصيب 20 آخرون بتفجير سيارة مفخخة انتحارية عند مدخل مركز شرطة في مدينة الرمادي غرب العراق، وفقًا لمصادر الشرطة. وقُتل الضابط المسؤول عن المركز، العقيد سلام الدليمي، في الانفجار.[28]
- 17 فبراير: هاجم انتحاري نقطة تفتيش قرب كربلاء، مما أدى إلى إصابة شرطيين. وأسفر هجوم انتحاري مزدوج عن مقتل 10 أشخاص وإصابة 83 آخرين في كركوك.
- 19 فبراير: هاجم انتحاري واحد على الأقل بسيارة مفخخة موقعًا قتاليًا أمريكيًا شمال بغداد، مما أسفر عن مقتل جنديين أمريكيين وإصابة 29 آخرين.[29][30] قتل انتحاريان 11 شخصًا، بينهم خمسة ضباط شرطة، عندما هاجما منزل زعيم عشيرة في الرمادي. فجر انتحاري شاحنة محملة بالكلور في الرمادي، مما أسفر عن مقتل اثنين من قوات الأمن العراقية. هاجم انتحاري منزل قائد الجيش في الضلوعية، مما أسفر عن مقتل خمسة وإصابة خمسة عشر.
- 20 فبراير: قُتل سبعة أشخاص في هجوم انتحاري خلال جنازة في بغداد. هاجم انتحاري بسيارة مفخخة سوقًا للخضراوات في منطقة شيعية بمنطقة الدورة السنية جنوب بغداد. قُتل خمسة أشخاص على الأقل وجُرح سبعة.[31]
- 21 فبراير: قُتل 12 شخصًا، بينهم سبعة من رجال الشرطة، في تفجير انتحاري في النجف على نقطة تفتيش للشرطة.[32]
- 24 فبراير: قتل انتحاري بشاحنة مفخخة 52 شخصًا في مسجد في الحبانية. قتل انتحاري بسيارة مفخخة مدنيًا واحدًا في جنوب بغداد. هاجم انتحاري خارج مجمع للمجلس الأعلى للثورة الإسلامية في العراق في بغداد مما أسفر عن مقتل ثلاثة أشخاص، ولم يكن المجمع هدفه.[33]
- 25 فبراير: هاجم انتحاري حرمًا جامعيًا في بغداد مما أسفر عن مقتل 41 شخصًا، معظمهم من الطلاب.[34]
- 26 فبراير: هاجم انتحاري مركزًا للشرطة في الرمادي مما أسفر عن مقتل 14 شخصًا. هاجم انتحاري نقطة تفتيش بالقرب من كركوك مما أسفر عن مقتل جندي عراقي واحد.
- 27 فبراير: هاجم انتحاري مركزًا للشرطة العراقية في الموصل مما أسفر عن مقتل 7 من رجال الشرطة وإصابة 47 شخصًا، بينهم 15 شرطيًا آخر. قتل انتحاري أربعة أشخاص بالقرب من الموصل.[35]
- 28 فبراير: هاجم انتحاري مركزًا للشرطة العراقية في بغداد مما أسفر عن مقتل اثنين من رجال الشرطة وإصابة أربعة آخرين.[36]

## مارس
- 3 مارس: فجر انتحاري نفسه وقتل 3 من رجال الشرطة وتسعة مدنيين في الرمادي.[37]
- 5 مارس: فجر انتحاري نفسه وقتل 38 شخصًا وأصاب 105 آخرين في سوق الكتب بشارع المتنبي في بغداد.
- 6 مارس: تفجيرات الحلة: فجر انتحاريان نفسيهما بحزامين ناسفين، مما أسفر عن مقتل 120 شخصًا وإصابة 190 آخرين عندما استهدفا زوارًا شيعة في الحلة.[38]
- 7 مارس: فجر انتحاري نفسه وقتل 30 شخصًا في مطعم في بلدروز بمحافظة ديالى. هاجم انتحاري نقطة تفتيش في بغداد، مما أسفر عن مقتل 12 شرطيًا و10 مدنيين.[39]
- 8 مارس: فجر انتحاري نفسه بسيارة مفخخة في دورية للشرطة في الموصل، مما أسفر عن مقتل أربعة من رجال الشرطة.[40]
- 10 مارس: استهدف انتحاري دورية عسكرية أمريكية في مدينة الصدر مما أسفر عن مقتل 18 شخصًا، من بينهم 6 جنود أمريكيين، وإصابة 48 آخرين.[41]
- 11 مارس: صدم انتحاري بسيارة مفخخة شاحنة تقل حجاجًا شيعة عائدين من ذكرى دينية، مما أسفر عن مقتل 32 شخصًا. هاجم انتحاري مكاتب الحزب الإسلامي العراقي في الموصل، مما أسفر عن مقتل ثلاثة حراس. قتل انتحاري 10 أشخاص في هجوم بين جسر الطالبية وساحة المستنصرية.
- 14 مارس: دخل رجل يرتدي حزامًا ناسفًا إلى سوق مفتوح في طوزخورماتو وفجّر نفسه، مما أسفر عن مقتل 8 وإصابة 25. اصطدم انتحاري بسيارة مفخخة بنقطة تفتيش للجيش العراقي في حي اليرموك، مما أسفر عن مقتل مدنيين اثنين وإصابة 4 آخرين.[42]
- 15 مارس: هاجم انتحاري نقطة تفتيش للجيش والشرطة العراقية في وسط بغداد، مما أسفر عن مقتل ثمانية من رجال الشرطة والجنود وإصابة 25 آخرين. استهدف انتحاري نقطة تفتيش للجيش العراقي مما أسفر عن مقتل جندي عراقي واحد في حي اليرموك ببغداد. فجر انتحاري نفسه في منطقة الكرادة ببغداد مما أسفر عن مقتل مدنيين اثنين. كما هاجم انتحاري نقطة تفتيش عسكرية قيد الإنشاء غرب بعقوبة مما أدى إلى إصابة 10 جنود من الجيش العراقي. كما صدم انتحاري سيارته في حافلة مما أدى إلى مقتل أربعة أشخاص في الإسكندرية.
- 16 مارس: جرح ثلاثة انتحاريين يقودون شاحنات محملة بالكلور 350 عراقيًا في هجمات منسقة في محافظة الأنبار. ضربت التفجيرات الرمادي والعامرية ومنطقة البعيسى القبلية جنوب الفلوجة. أصاب انتحاري 11 شخصًا، بينهم 4 من رجال الشرطة، في محافظة ديالى.
- 17 مارس: قتل جنود عراقيون من اللواء الثالث، الفرقة الخامسة بالجيش العراقي، انتحاريًا جنوب شاكرات. تجاهل الانتحاري عدة تحذيرات شفهية بالتوقف، وعند إطلاق النار عليه انفجرت سترته.[43]
- 18 مارس: لوّح المتمردون بسيارة مفخخة عبر نقطة تفتيش أمنية في الأعظمية، شمال بغداد، بعد أن لاحظ الجنود وجود طفلين يجلسان في المقاعد الخلفية. استخدم السائق الأطفال كطُعم، ثم حصل على إذن بترك سيارته متوقفة بجوار سوق مزدحم في المنطقة. وبينما كان القاصران لا يزالان على متن السيارة، انفجرت السيارة المفخخة، مما أسفر عن مقتلهما مع ثلاثة أشخاص آخرين على الأقل.
- 19 مارس/آذار: هاجم انتحاري مسجدًا شيعيًا في بغداد، مما أسفر عن مقتل 6 أشخاص وإصابة 32 آخرين.
- 20 مارس/آذار: استهدف انتحاري بسيارة مفخخة نقطة تفتيش للجيش العراقي في حي الجامعة ببغداد، مما أسفر عن مقتل جندي وإصابة آخر.
- 21 مارس: فجر انتحاري شاحنة مفخخة، ما أسفر عن مقتل خمسة أشخاص وإصابة أربعين آخرين، عندما هاجم مقر حزب الاتحاد الوطني الكردستاني الكردستاني في الموصل.
- 23 مارس: أصيب نائب رئيس الوزراء سلام الزوبعي بجروح خطيرة في محاولة اغتيال بارزة نفذها انتحاري في قاعة صلاة بمجمعه السكني. قُتل ثمانية من أفراد حاشيته، ووردت تقارير تفيد بأن الانتحاري ربما كان أحد حراسه الشخصيين.[44][45]
- 24 مارس: دمر تفجير شاحنة مفخخة مركز شرطة في بغداد، ما أسفر عن مقتل 33 ضابطًا وإصابة 44 شخصًا آخرين. وفي الحصوة، قتل انتحاري شاحنة مفخخة 11 شخصًا وجرح 45 آخرين بالقرب من مسجد. وفجّر انتحاري نفسه في سوق تلعفر، ما أسفر عن مقتل عشرة أشخاص وإصابة ثلاثة أشخاص. وهاجم ثلاثة انتحاريين مركز شرطة ونقطتي تفتيش بالقرب من القائم على الحدود السورية، ما أسفر عن مقتل 17 شرطيًا و3 مدنيين.[46]
- 25 مارس: قُتل جنديان بعد أن هاجم انتحاري بسيارة مفخخة نقطة تفتيش للجيش العراقي في بعقوبة.[47]
- 26 مارس: بالقرب من سوق الشورجة في وسط بغداد، قتل انتحاري بسيارة مفخخة شخصين وأصاب خمسة آخرين. هاجم انتحاريان بشاحنتين مفخختين موقعًا عسكريًا أمريكيًا بالقرب من الفلوجة مما أدى إلى إصابة 8 جنود أمريكيين.
- 27 مارس: تفجير تلعفر: في أعنف انفجار فردي في التمرد المستمر منذ أربع سنوات، قُتل 152 شخصًا وجُرح 347 عندما استهدف انتحاري بشاحنة مفخخة منطقة شيعية في تلعفر. دُمر 100 منزل في الانفجار.[48][49] خارج الرمادي، هاجم انتحاري بشاحنة مفخخة مطعمًا على جانب الطريق حيث قتل 17 شخصًا وجرح 32 آخرين. في صراع داخلي بين الجماعات المتمردة، قتل انتحاري قائدًا لجماعة معارضة في ضاحية أبو غريب ببغداد. خارج الرمادي، هاجم انتحاري بشاحنة مفخخة مطعمًا على جانب الطريق حيث قتل 17 شخصًا وجرح 32 آخرين. في صراع داخلي بين الجماعات المتمردة، قتل انتحاري قائدًا لجماعة معارضة في ضاحية أبو غريب ببغداد. في الرمادي، قتل انتحاري شخصًا واحدًا وأصاب سبعة آخرين. قتل انتحاري نفسه واثنين من رجال الشرطة في بعقوبة.
- 28 مارس: انفجرت شاحنتان مفخختان، إحداهما تحتوي على غاز الكلور، خارج مركز الفلوجة الحكومي. أعقب الانفجارات الأولية هجوم متواصل تضمن إطلاق نار وتفجيرين انتحاريين راجلين. وأصيب 14 جنديًا أمريكيًا و57 جنديًا عراقيًا. اقتحم انتحاري بسيارة مفخخة موقعًا للجيش العراقي في حي الجامعة ببغداد، مما أسفر عن مقتل جندي وإصابة ثلاثة آخرين.[50]
- 29 مارس: تفجيرات سوق الشعب: قتل انتحاريان راجلان 82 شخصًا في سوق بحي الشعب ببغداد. هاجمت ثلاث سيارات مفخخة سوقًا في بلدة الخالص، مما أسفر عن مقتل 43-53 شخصًا.[51]
- 31 مارس: في طوزخورماتو، أدى تفجير سيارة مفخخة إلى مقتل عاملين شيعيين وإصابة 11 آخرين.[52]

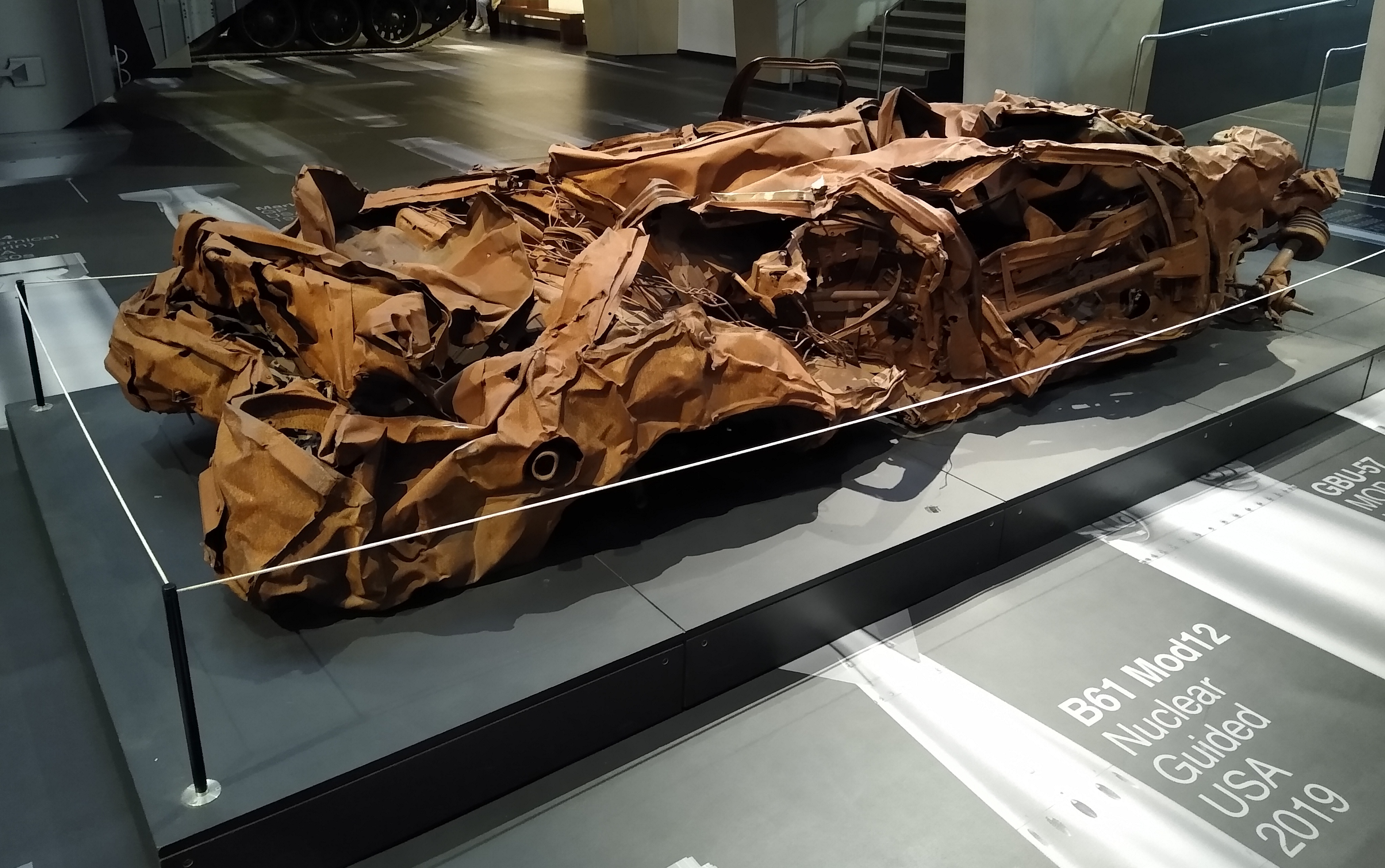
سيارة دمرتها القصف في 5 مارس

## أبريل
- 1 أبريل: شرق الموصل، في قاعدة عسكرية في الصناعية، انفجرت شاحنتان مفخختان، مما أسفر عن مقتل شخصين وإصابة 17 آخرين.
- 2 أبريل: هاجم انتحاري مركزًا للشرطة في كركوك، مما أسفر عن مقتل 15 شخصًا، بينهم جندي أمريكي. وفي بغداد، اقتحم انتحاري بسيارة مفخخة نقطة تفتيش للشرطة في حي الدورة، حيث قتل شخصين وأصاب خمسة آخرين. كما قتل انتحاري ثلاثة أشخاص وأصاب 20 آخرين بالقرب من مطعم الخالص الشهير.
- 5 أبريل: هاجم انتحاري بشاحنة مفخخة محطة تلفزيونية فضائية في بغداد يديرها أكبر حزب سياسي سني في العراق، مما أسفر عن مقتل شخص واحد وإصابة ثلاثة آخرين.
- 6 أبريل: انفجرت شاحنة مفخخة تحتوي على الكلور عند نقطة تفتيش للشرطة في الرمادي، مما أسفر عن مقتل 27 شخصًا. كما ضربت سيارة مفخخة على متنها مهاجمان نقطة تفتيش جنوب بغداد، لكن لم يُصب بأذى سوى منفذي الهجوم.
- 8 أبريل: قتل انتحاري سبعة أشخاص في حي الإعلام ببغداد.[53]
- 10 أبريل: فجرت انتحارية نفسها 17 مجندًا وأصابت 33 آخرين خارج مركز شرطة في بلدة المقدادية ذات الأغلبية السنية.[54]
- 12 أبريل: تفجير البرلمان: اخترق انتحاري المنطقة الخضراء وفجر نفسه في كافتيريا داخل مبنى البرلمان، مما أسفر عن مقتل النائب العراقي محمد عوض وإصابة أكثر من عشرين شخصًا آخرين. كما أسفر تفجير شاحنة مفخخة عن مقتل 10 أشخاص في وسط جسر الصرافية ببغداد، مما أدى إلى انهيار أجزاء كبيرة من الهيكل الفولاذي وسقوط السيارات في النهر أسفله.[55]
- 14 أبريل: فجر انتحاري سيارة مفخخة، ما لا يقل عن 44 شخصًا وجرح 224 آخرين في محطة حافلات مزدحمة بالقرب من مرقد شيعي رئيسي في كربلاء. وفجّر انتحاري سيارة مفخخة قرب نقطة تفتيش على جسر الجادرية ببغداد، مما أسفر عن مقتل 10 أشخاص. كما قتل انتحاري بسيارة مفخخة خمسة جنود عراقيين وجرح أربعة آخرين عندما استهدف نقطة تفتيش في بيجي. وقُتل أربعة انتحاريين محتملين في كركوك عندما فجّر أحدهم حزامه الناسف قبل أوانه، وفقًا لما ذكره العميد عادل زين العابدين، ولم يُصب أي مدنيين بأذى.[56][57]
- 15 أبريل: فجر انتحاري نفسه في حافلة صغيرة، مما أسفر عن مقتل ستة أشخاص وإصابة 11 آخرين في منطقة شيعية شمال غرب بغداد. وفي الموصل، قُتل ستة أشخاص في هجوم انتحاري مزدوج بسيارتين مفخختين على قاعدة للجيش العراقي. وكان من بين القتلى أربعة جنود عراقيين.[56][58]
- 16 أبريل: قُتل تسعة أشخاص وجُرح عشرة عندما استهدف انتحاري بسيارة مفخخة مديرية شرطة في الإسحاقي.
- 17 أبريل: استهدف انتحاري يقود شاحنة صهريجية دورية للشرطة شرق الموصل، مما أسفر عن مقتل مدني وإصابة أربعة جنود عراقيين.[59]
- 18 أبريل: تفجيرات بغداد: قتل انتحاري 41 شخصًا، بينهم 5 من رجال الشرطة، وأصاب 76 في مدينة الصدر. هاجم انتحاري نقطة تفتيش للشرطة في حي السعدية ببغداد، مما أسفر عن مقتل شرطيين وإصابة ثمانية. كما قتل انتحاري شرطيين وأصاب أربعة أشخاص عندما استهدف دورية للشرطة قرب بغداد. وأصاب انتحاري سبعة أشخاص قرب الموصل.
- 19 أبريل: في بغداد، صدم انتحاري بسيارته صهريج وقود، مما أسفر عن مقتل 12 وإصابة 34 شخصًا.
- 20 أبريل: قتل انتحاري بشاحنة مفخخة مدنيًا وأصاب 8 جنود أمريكيين عندما فجّر سيارته تحت جسر على طريق سريع قرب الصقلاوية. استهدف انتحاري بشاحنة مفخخة مركزًا للشرطة قرب الفلوجة، مما أسفر عن مقتل مدنيين اثنين وإصابة 37 آخرين.
- 22 أبريل: أسفر هجوم انتحاري مزدوج على مركز شرطة في بغداد عن مقتل 12 شخصًا وإصابة 95 آخرين. معظم القتلى من المدنيين.[60]
- 23 أبريل: قُتل 9 جنود أمريكيين وجُرح 20 في تفجير انتحاري مزدوج بشاحنة مفخخة في قاعدة عسكرية بمحافظة ديالى. ادعى الجيش الأمريكي أن سيارة واحدة فقط كانت متورطة، لكن شهود عيان وتنظيم القاعدة أصروا على استخدام شاحنتين مفخختين منفصلتين. هاجم انتحاري يرتدي حزامًا ناسفًا مطعمًا قرب مدخل المنطقة الخضراء، مما أسفر عن مقتل سبعة أشخاص وإصابة ستة عشر آخرين. كما استهدفت ثلاث سيارات مفخخة مطعمًا ونقطتي تفتيش في الرمادي، مما أسفر عن مقتل ما بين 20 و29 شخصًا. كما قتل انتحاري بسيارة مفخخة عشرة أشخاص وأصاب عشرين آخرين في مكتب للحزب الديمقراطي الكردستاني قرب الموصل. كما قتل انتحاري بسيارة مفخخة عشرة من رجال الشرطة، بينهم قائد الشرطة، وأصاب ثلاثة وعشرين آخرين عندما استهدف تجمعًا لكبار مسؤولي الشرطة في بعقوبة. واستهدف انتحاري بسيارة مفخخة قاعة مجلس محافظة ديالى، مما أسفر عن مقتل أربعة وإصابة خمسة وعشرين.[61]
- 24 أبريل: استهدف تفجير شاحنة مفخخة دورية للشرطة في منطقة البوفراج قرب الرمادي، مما أسفر عن مقتل 25 شخصًا وإصابة 44 آخرين.
- 25 أبريل: هاجم انتحاري يرتدي سترة ناسفة مركزًا للشرطة في بلد روز، مما أسفر عن مقتل تسعة أشخاص، بينهم أربعة رجال شرطة على الأقل، وإصابة 16 آخرين.[62]
- 26 أبريل: قتل انتحاري بسيارة مفخخة ما لا يقل عن عشرة جنود عراقيين وجرح 15 شخصًا آخرين عند نقطة تفتيش للجيش العراقي في الخالص. فجّر انتحاريان نفسيهما على بعد 50 ياردة من مكتب للحزب الديمقراطي الكردستاني في زمار قرب الموصل، مما أسفر عن مقتل ثلاثة حراس أمن.
- 27 أبريل: هاجم انتحاري منزل قائد الشرطة في هيت، مما أسفر عن مقتل 10-15 شخصًا. فجّر انتحاري نفسه بالقرب من نقطة تفتيش في كيسك شمال كركوك، مما أسفر عن مقتل أربعة رجال شرطة.[63][64]
- 28 أبريل: قتل انتحاري بسيارة مفخخة 60 شخصًا في كربلاء عندما ضرب نقطة تفتيش خارج مرقد العباس. هاجم انتحاري نقطة تفتيش عسكرية في الخالص، مما أسفر عن مقتل جندي عراقي وإصابة ثلاثة آخرين.[64][65]
- 30 أبريل: استهدف مفجر انتحاري يرتدي سترة ناسفة جنازة شيعية في الخالص، مما أسفر عن مقتل 32 شخصًا على الأقل. فجّر انتحاري بسيارة مفخخة سيارته داخل نفق مترو بالقرب من ساحة النسور في بغداد، مما أسفر عن مقتل مدنيين اثنين وإصابة 15 آخرين. أصابت سيارة مفخخة انتحارية أربعة أشخاص عندما انفجرت في حي الجامعة ببغداد بالقرب من مسجد الملا حويش.

## مايو
- 2 مايو: هاجم انتحاري بسيارة مفخخة سيارة شرطة بالقرب من مركز شرطة الرافدين في مدينة الصدر، مما أسفر عن مقتل ما بين أربعة وتسعة أشخاص.[66][67]
- 5 مايو: قتل انتحاري بسيارة مفخخة شخصًا واحدًا عندما استهدف مديرية شرطة الكرخ في حي اليرموك ببغداد. فجّر انتحاري يرتدي سترة ناسفة نفسه وسط طابور من مجندي الجيش العراقي في أبو غريب، مما أسفر عن مقتل 15 شخصًا. أفادت ماكلاتشي أن الهجوم نجم عن سيارتين مفخختين، لكن جميع التقارير الإخبارية الأخرى، وكذلك بيان القاعدة نفسه، نسبت الهجوم إلى انتحاري يرتدي سترة ناسفة.[68][69]
- 6 مايو: انفجرت سيارة مفخخة بالقرب من مديرية الشرطة في سامراء، مما أسفر عن مقتل ما يصل إلى 12 ضابط شرطة. وذكرت شبكة سي إن إن أن جنديين أمريكيين قُتلا أيضًا في الهجوم.[70][71]
- 7 مايو: هاجم انتحاريان بسيارتين مفخختين سوقًا ونقطة تفتيش للشرطة بالقرب من الرمادي، مما أسفر عن مقتل 13 شخصًا. هاجم انتحاري بسيارة مفخخة نقطة تفتيش للشرطة على مشارف بغداد، مما أسفر عن مقتل ثمانية من رجال الشرطة وإصابة 12 آخرين.
- 8 مايو: هاجم انتحاري بسيارة مفخخة سوقًا في مدينة الكوفة الشيعية، مما أسفر عن مقتل 16 شخصًا وإصابة 70 آخرين. فجر انتحاري يرتدي زي الشرطة نفسه داخل مركز شرطة في بلدة جلولاء أثناء النداء الصباحي، مما أسفر عن مقتل اثنين إلى خمسة من ضباط الشرطة.[72][73]
- 9 مايو: انفجرت شاحنة مفخخة خارج وزارة الداخلية في أربيل، مما أسفر عن مقتل 19 شخصًا على الأقل وإصابة 80 آخرين.[74]
- 11 مايو: ضربت سيارتان مفخختان انتحاريتان نقاط تفتيش للشرطة العراقية على جسرين يعبران نهر ديالى، أحد روافد دجلة. أسفرت الهجمات على الطرف الجنوبي لبغداد في منطقة شيعية عن مقتل 23 شخصًا، بينهم 11 ضابط شرطة، وإلحاق أضرار بالغة بأحد الجسور. ضربت شاحنة مفخخة ثالثة جسرًا بالقرب من بلدة التاجي شمال بغداد مباشرة، أعقبها على الفور انفجار سيارة مفخخة أسفر عن مقتل أربعة جنود، لكن الوكالات لم تذكر ما إذا كان أي من هذين التفجيرين هجومين انتحاريين.[75]
- 12 مايو: وفقًا لماكلاتشي، أطلق أفراد من قوات الكوماندوز التابعة للشرطة عند نقطة تفتيش النار على شاحنة مفخخة أثناء توجهها إلى محطة وقود في حي المدائن ببغداد، مما أدى إلى انفجارها ومقتل السائق فقط. ومع ذلك، ذكرت شبكة CNN أن الانفجار أسفر عن مقتل مدنيين اثنين وكان سببه سيارة مفخخة متوقفة.
- 13 مايو: قُتل 50 شخصًا في تفجير شاحنة انتحارية استهدف مكتبًا للحزب الديمقراطي الكردستاني في بلدة مخمور في شمال العراق.[76]
- 14 مايو: قُتل جنديان عراقيان عندما هاجم انتحاري بسيارة مفخخة نقطة تفتيش عسكرية في حي المنصور ببغداد.[77][78]
- 15 مايو: أفادت ماكلاتشي أن سيارة مفخخة يقودها انتحاري ضربت سوقًا في بلدة أبو صيدا بمحافظة ديالى، مما أسفر عن مقتل 12 وإصابة 22. في غضون ذلك، ذكرت رويترز أن عدد القتلى يصل إلى 45 وذكرت أن الهجوم كان قصفًا بالكلور، لكنها لم تشر إلى أنه هجوم انتحاري.[79][80] ضربت سيارة مفخخة يقودها انتحاري نقطة تفتيش للجيش العراقي بالقرب من الموصل، مما أسفر عن إصابة أربعة جنود.
- 16 مايو: اندلعت معارك عنيفة في شوارع الموصل حيث انفجرت ما يصل إلى 10 سيارات مفخخة، سبعة منها كانت تفجيرات انتحارية. قُتل في القتال 10 ضباط شرطة وجندي ومدني و15 متمردًا. قُتل سبعة من رجال القبائل خلال تفجير انتحاري عند نقطة تفتيش بالقرب من الفلوجة. توفي جندي في تفجير انتحاري عند نقطة تفتيش في منطقة الحديد غرب بعقوبة.[81]
- 18 مايو: هاجم انتحاري نقطة تفتيش للشرطة العراقية في المسيب، مما أسفر عن مقتل ثلاثة أشخاص وإصابة أربعة، معظمهم من رجال الشرطة. وفي الحلة، قتل انتحاري ثلاثة رجال شرطة وأصاب اثنين. وفجّر انتحاري حمولته قرب قافلة أمريكية في الفلوجة، وكان من بين القتلى خمسة من مشاة البحرية الأمريكية.[82]
- 20 مايو: استهدف انتحاريان نقطة تفتيش للجيش العراقي ومقرًا عسكريًا في بغداد، مما أسفر عن مقتل جندي ومدني. وهاجم انتحاري بشاحنة مفخخة، مستخدمًا غاز الكلور، نقطة تفتيش للشرطة في قضاء زنكورة غرب الرمادي، مما أسفر عن مقتل ما بين شخصين و11 شخصًا.[83][84]
- 21 مايو: اقتحم انتحاري بسيارته المفخخة نقطة تفتيش في الفلوجة. ولم تُعلن أي حصيلة للضحايا.[85][86]
- 22 مايو: فجّر انتحاري يبلغ من العمر 17 عامًا نفسه في منزل شقيقين تابعين لمجلس إنقاذ الأنبار. قُتل عشرة أشخاص، بمن فيهم الشيخ محمد علي والمقدم عبد علي، اللذان كانا هدفًا للهجوم، بالإضافة إلى زوجتيهما وأطفالهما.[87] استهدف انتحاري بسيارة مفخخة نقطة تفتيش للشرطة على جسر الميكانيك في حي الدورة ببغداد، مما أسفر عن مقتل ضابط شرطة وإصابة ثلاثة آخرين.[88][89]
- 23 مايو: قتل انتحاري يرتدي سترة ناسفة ما بين 15 و20 شخصًا في مقهى في مندلي، وهي بلدة ذات أغلبية كردية شيعية بالقرب من الحدود الإيرانية. كما قتل انتحاري شرطيًا وأصاب ثلاثة آخرين في حي الدورة ببغداد.[87]
- 24 مايو: أفادت وكالة رويترز أن انتحاريًا بسيارة مفخخة استهدف موكب جنازة في الفلوجة، مما أسفر عن مقتل 28 شخصًا على الأقل. إلا أن وكالة أسوشيتد برس عزت الانفجار إلى سيارة مفخخة متوقفة. كذلك قتل انتحاري يرتدي سترة ناسفة جنديًا عراقيًا وأصاب ثلاثة آخرين عندما ضرب نقطة تفتيش للجيش العراقي شمال بغداد. كما قتل انتحاري يرتدي سترة ناسفة ثلاثة مدنيين على متن حافلة صغيرة شرق بغداد.[90]
- 26 مايو: في منطقة الغزالية ببغداد، قُتل شخصان وجُرح 11 آخرون خلال هجوم انتحاري بسيارة مفخخة على نقطة تفتيش.
- 28 مايو: صدم انتحاري بسيارته المفخخة نقطة تفتيش للشرطة، مما أدى إلى إصابة ثلاثة ضباط وطفل.
- 31 مايو/أيار، قُتل 25 شخصًا، بينهم 10 من رجال الشرطة، وأُصيب 30 آخرون في تفجير انتحاري في مركز تجنيد للشرطة بالفلوجة. وفي الرمادي، قُتل خمسة أشخاص وأُصيب 15 آخرون في تفجير شاحنة مفخخة. وهاجم انتحاري بسيارة مفخخة نقطة تفتيش عسكرية أمريكية في بغداد، مما أسفر عن إصابة 8 جنود أمريكيين و3 مدنيين.[91]

## يونيو
- 1 يونيو: هاجم انتحاري بشاحنة مفخخة ما يُعتقد أنه مخبأ لتنظيم القاعدة؛ مما أسفر عن مقتل اثنين على الأقل من المتمردين. هاجم انتحاري بشاحنة مفخخة منزل مقدم شرطة في الشرقاط، مما أسفر عن مقتل 12 مدنيًا.[92]
- 2 يونيو: فجر انتحاري سيارة مفخخة عند نقطة تفتيش في الشرقاط، مما أسفر عن مقتل خمسة عراقيين، بينهم جنديان وشرطيان. هاجم انتحاري دورية عسكرية أمريكية في محافظة بابل، مما أسفر عن مقتل جندي أمريكي واحد. قُتل انتحاري آخر عندما انفجرت سترته بعد أن أطلق الجنود النار عليه.[93]
- 3 يونيو: استهدفت سيارة مفخخة محملة بالكلور - ربما كان يقودها انتحاري - قاعدة وار هورس للعمليات المتقدمة قرب بعقوبة. في أعقاب الهجوم، أصيب ما لا يقل عن 62 جنديًا أمريكيًا بالغثيان بسبب الغاز السام، لكن لم يُصب أحد بجروح خطيرة. قُتل ما لا يقل عن 10 أشخاص وأُصيب 30 آخرون بتفجير سيارة مفخخة انتحارية استهدفت موكبًا للشرطة في سوق مزدحم بمدينة بلدروز.
- 4 يونيو: قُتل ثلاثة جنود عراقيين أمس عندما هاجم انتحاري بسيارة مفخخة نقطة تفتيشهم قرب التاجي. كما جُرح حارسان عندما هاجم انتحاري بشاحنة مفخخة منزل عميد شرطة؛ كما أُصيب 11 شخصًا.[94]
- 5 يونيو: فجر انتحاري سيارة مفخخة، ما أسفر عن مقتل 19 شخصًا وإصابة 25 آخرين في سوق بالفلوجة. وفي بغداد، فجّرت انتحارية نفسها قبل أوانها بعد أن أطلقت قوات الأمن النار عليها في مركز تجنيد تابع لوزارة الداخلية في حي صدر القناة. وأصيب ثلاثة من أفراد الشرطة الخاصة خلال الحادث.[95]
- 7 يونيو: بالقرب من الحدود السورية في ربيعة، قتل انتحاري 10 أشخاص، وأصاب ما لا يقل عن 30 عراقيًا وخمسة متعاقدين بريطانيين. وأصيب ستة أشخاص خلال هجوم انتحاري فاشل بشاحنة على نقطة تفتيش للشرطة بالقرب من الرمادي؛ أطلقت الشرطة النار على السائق وفجرت الشاحنة قبل وصولها إلى وجهتها.[96]
- 9 يونيو: قتل انتحاري بشاحنة مفخخة 14 جنديًا عراقيًا وأصاب 30 آخرين خلال هجوم على نقطة تفتيش بالقرب من الحلة. وفي بعقوبة، قتل انتحاريان عند نقطة تفتيش للشرطة ضابطًا واحدًا.[97]
- 10 يونيو: قتل انتحاري بشاحنة مفخخة 14 شرطيًا وأصاب 42 آخرين في مركز للشرطة في تكريت. دمر انتحاري بشاحنة مفخخة عمود جسر فوق الطريق السريع الرئيسي بين المحمودية وبغداد، مما أدى إلى انهيار جزء من الجسر ومقتل 3 جنود أمريكيين وإصابة 6 جنود آخرين ومترجم عراقي. جنوب بعقوبة، قتل انتحاري شرطيين وأصاب ثلاثة آخرين في مركز للشرطة.[98]
- 12 يونيو: فجر انتحاري نفسه بسيارة مفخخة في الرمادي، ما أسفر عن مقتل ثلاثة من رجال الشرطة وإصابة خمسة عشر آخرين.[99]
- 13 يونيو: في الرمادي، قُتل أربعة من رجال الشرطة وجُرح 11 آخرون خلال تفجير سيارة مفخخة عند نقطة تفتيش خارج المدينة. كما فجر انتحاري نفسه في مركز شرطة مندلي، ما أسفر عن مقتل ثلاثة أشخاص، بينهم قائد الشرطة، وإصابة خمسة آخرين. وقُتل انتحاري في بعقوبة قبل أن يتمكن من تفجير شحنته.[100]
- 14 يونيو: فجر مسلح نفسه أمام مكتب المجلس الاستشاري العربي في محافظة ديالى. كما قُتِل شرطيان وأُصيب خمسة آخرون في هجوم انتحاري في الفلوجة.
- 17 يونيو: فجر انتحاري نفسه وسط حشد من الناس في قضاء جبيل لتجديد بطاقات إقامتهم في الفلوجة. وقُتل ثلاثة من رجال الشرطة وجُرح سبعة آخرون خلال تفجير سيارة مفخخة في بيجي.[101]
- 18 يونيو: استهدف انتحاري بشاحنة مفخخة قوات الأمن العراقية التي كانت تحتل مدرسة المتوكل وسط سامراء. كما هاجم مسلحون المبنى كوسيلة لتشتيت الانتباه، ما أسفر عن مقتل أربعة جنود ومدني واحد.[102]
- 19 يونيو: تفجير مسجد الخلاني: قتل انتحاري 87 شخصًا وأصاب نحو 200 آخرين عندما صدم شاحنته مسجد الخلاني الشيعي في بغداد.[103]
- 20 يونيو: فجر انتحاري سيارة مفخخة، ما أدى إلى مقتل خمسة من رجال الشرطة وإصابة 13 ضابطًا آخرين في الرمادي.[104]
- 21 يونيو: فجر انتحاري شاحنة مفخخة، ما أدى إلى مقتل 20 شخصًا على الأقل وإصابة 75 آخرين، عندما اقتحم بسيارته مقر بلدية سليمان بك، على بُعد حوالي 90 كيلومترًا جنوب كركوك. وانفجرت شاحنة مفخخة بالقرب من مبنى يضم قوات كوماندوز الشرطة في المدائن، على بُعد 45 كيلومترًا جنوب بغداد، مما أسفر عن مقتل ثلاثة من رجال الشرطة وإصابة 12 آخرين.[105]
- 22 يونيو: أفادت أصوات العراق أن انتحاريًا استهدف نقطة تفتيش للشرطة في البغدادي، مما أسفر عن مقتل 20 شرطيًا وإصابة 10 آخرين. كما فجر انتحاري نفسه في مكتب اتصالات في الفلوجة، مما أسفر عن مقتل شخصين وإصابة أربعة آخرين. هاجم انتحاري يرتدي سترة ناسفة نقطة تفتيش للشرطة عند جسر الصمود غرب الفلوجة،[106] مما أسفر عن مقتل ثلاثة من رجال الشرطة.
- 23 يونيو، قُتل شرطيان داخل سوق الفلوجة بعد مواجهتهما بسيارة مفخخة كان على متنها انتحاريان على ما يبدو. استهدفت سيارة مفخخة، على متنها انتحاريان على ما يبدو، دورية عسكرية أمريكية في تكريت. أطلق الجنود النار على السيارة، مما أسفر عن مقتل راكبيها وسقوطها دون تفجير حمولتها.[107]
- 25 يونيو: فجّر انتحاري يرتدي سترة ناسفة نفسه في بهو فندق المنصور ببغداد، مما أسفر عن مقتل 12 شخصًا على الأقل. وكان من بين القتلى ستة من زعماء العشائر، واثنين من حراسهم الشخصيين، ومذيع في قناة العراقية الرسمية. واستهدف انتحاري يقود شاحنة وقود مقر شرطة بيجي شمال العراق، مما أسفر عن مقتل 27 شخصًا، بينهم ما يصل إلى 17 شرطيًا. واستهدف انتحاري يقود سيارة مفخخة مجمعًا حكوميًا في الحلة، مما أسفر عن مقتل ثمانية أشخاص على الأقل.[108][109] وبعد الظهر بقليل، فجّر انتحاري يرتدي سترة ناسفة نفسه على طريق جانبي بالقرب من محطة وقود الوزيرية في بغداد. ولم ترد أنباء عن وقوع إصابات. وفي الصينية، قتل انتحاري جنديين عراقيين وأصاب ثلاثة آخرين عند نقطة تفتيش.[110]
- 27 يونيو: قتل انتحاري يقود سيارة مفخخة أحد أفراد قوات الكوماندوز التابعة للشرطة وأصاب ستة آخرين عند نقطة تفتيش للشرطة في الجادرية ببغداد.[111][112]
- 29 يونيو: قتل انتحاري بسيارة مفخخة أربعة أشخاص وأصاب 11 آخرين عندما استهدف موقعًا للجيش العراقي في حي الطارمية ببغداد. كما قتل انتحاري بشاحنة مفخخة ستة جنود عراقيين وأصاب خمسة آخرين في موقع للجيش في المشاهدة.[113]
- 30 يونيو: قتل انتحاري يرتدي زي شرطي ما يصل إلى 25 شخصًا عندما فجر نفسه خارج مركز تجنيد للشرطة في المقدادية، معظمهم من رجال الشرطة والمتطوعين.[114]

## يوليو
- 1 يوليو: انفجرت شاحنة مفخخة يقودها انتحاري في نقطة تفتيش للشرطة في الفلوجة، مما أسفر عن مقتل شرطيين. وفي الرمادي، انفجرت سيارة مفخخة يقودها انتحاري في مركز أو نقطة تفتيش للشرطة، مما أسفر عن مقتل خمسة من رجال الشرطة.[115][116] كما وردت أنباء عن انفجار شاحنة مفخخة يقودها انتحاري شمال الرمادي على جسر يعبر نهر الفرات، مما أدى إلى إتلاف الجسر وإصابة مدنيين اثنين، على الرغم من أن هذا الهجوم والهجوم الآخر في الرمادي كانا على الأرجح نفس الشيء. قتل انتحاري مدنيًا واحدًا وأصاب أربعة آخرين عندما فجّر حمولته أثناء اقترابه من نقطة تفتيش للشرطة بالقرب من جسر الجادرية في بغداد.[117]
- 2 يوليو: استهدف انتحاري يرتدي سترة ناسفة زعيمًا عشائريًا في الفلوجة، الشيخ كامل محمد العيساوي، مما أسفر عن مقتل أربعة مدنيين وإصابة 10 آخرين.[118][119]
- 4 يوليو: قتل انتحاري بسيارة مفخخة يقودها انتحاري 15 شخصًا عند نقطة تفتيش بالقرب من الرمادي. قتل انتحاري بسيارة مفخخة ما بين ثلاثة إلى سبعة أشخاص عندما استهدف دورية للشرطة خارج مطعم في بيجي.[120][121][122] قتل انتحاري بسيارة مفخخة شرطيين وأصاب سبعة آخرين عند نقطة تفتيش للشرطة في حي السلام ببغداد.[123] قتل انتحاري أربعة من أفراد الشرطة الخاصة وأصاب ثمانية آخرين في حي الدورة ببغداد.
- 5 يوليو: ضرب انتحاري بسيارة مفخخة موكب حفل زفاف في بغداد، مما أسفر عن مقتل 17 شخصًا.[124]
- 6 يوليو: انفجرت سيارة مفخخة يقودها انتحاري خارج مقهى في قرية أحمد معروف الكردية الشيعية بالقرب من الحدود الإيرانية، مما أسفر عن مقتل 26 شخصًا. هاجم انتحاري يرتدي سترة ناسفة خيمة عزاء في قرية زرقوش الكردية الشيعية في جلولاء، مما أسفر عن مقتل 22 شخصًا.[125][126][127] واعتُقل رجل سعودي أثناء محاولته تنفيذ هجوم انتحاري في شاحنة تحمل عبوات من الكلوريد في الرمادي.
- 7 يوليو: تفجير أمرلي: قُتل ما يقرب من 150 عراقيًا وجُرح 250 عندما انفجرت شاحنة مفخخة تشبه مركبة عسكرية عراقية في سوق مزدحم في قرية أمرلي بالقرب من طوز خورماتو.[125][128] وتشير بعض التقارير إلى أن عدد القتلى أعلى من 160، مما يجعله أعنف تفجير منفرد للمتمردين منذ غزو عام 2003.[129] أدى تفجير سيارة مفخخة إلى مقتل خمسة جنود عراقيين وشخص آخر عند نقطة تفتيش للجيش العراقي في حي زيونة جنوب شرق بغداد.[130][131] هاجم انتحاري نقطة تفتيش عسكرية في شرق بغداد، مما أسفر عن إصابة 23 شخصًا، على الرغم من أنه لم يكن من الواضح ما إذا كان هذا الهجوم وهجوم زيونة هو نفسه.
- 8 يوليو: هاجم انتحاري شاحنة تقل مجندين عسكريين جنوب بغداد بالقرب من الحصوة، مما أسفر عن مقتل 23 مجندًا وإصابة 27 آخرين.[132] هاجم انتحاري دورية عسكرية أمريكية غرب بغداد مباشرة، مما أسفر عن مقتل جندي أمريكي وإصابة ثلاثة آخرين. قُتل انتحاري مع ثلاثة من شركائه في الحلة عندما انفجرت قنبلتهم قبل أوانها.[133]
- 9 يوليو: قتل انتحاري بسيارة مفخخة ثلاثة جنود عراقيين وأربعة من رجال الشرطة في هجوم على نقطة تفتيش في حي الدورة ببغداد.[134] قُتل أو جُرح عدد غير معروف من الأشخاص خلال تفجير سيارة مفخخة انتحارية في جنازة في قرية زرغوش.[135]
- 10 يوليو: قتل انتحاري أحد أفراد قوات الكوماندوز بالشرطة وأصاب ثمانية في هجوم في حي السيدية ببغداد. انفجرت سترة ناسفة على دراجة هوائية بجوار سيارتين للشرطة في منطقة الجمهورية بوسط الفلوجة، مما أسفر عن إصابة ما بين شخص وثلاثة أشخاص.[136][137]
- 11 يوليو: في بلدة الكرمة، فجّر انتحاريان يرتديان سترات ناسفة نفسيهما وسط حشد من عشيرة الجميلات في منزل الشيخ محسن الخلف. وفي وقت لاحق، اختلط انتحاريان آخران يرتديان سترات ناسفة بالأشخاص الذين كانوا يقومون بإجلاء الضحايا قبل تفجير أحزمتهما الناسفة. وفي المجمل قُتل نحو 21 شخصًا وجُرح 50 آخرون، كثير منهم في حالة حرجة. وفي حي السيدية ببغداد، أطلق رجال الشرطة الذين كانوا يديرون نقطة تفتيش النار على سيارة مفخخة تقترب، مما أدى إلى انفجارها ومقتل السائق.[136]
- 12 يوليو: قُتل سبعة أشخاص عندما استهدف انتحاري يرتدي سترة ناسفة ضيوفًا يحتفلون بزفاف شرطي عراقي في تلعفر.[138][139] وللمرة الثانية في ثلاثة أيام، أصاب انتحاري يرتدي سترة ناسفة على دراجة شرطيًا عند نقطة تفتيش في الفلوجة. كما قتل انتحاري شخصين عندما استهدف مركزًا لتجنيد الشرطة في الفلوجة.[140]
- 14 يوليو: صدم انتحاري بسيارته المحملة بالمتفجرات صفًا من السيارات المنتظرة في محطة وقود ببغداد، مما أسفر عن مقتل سبعة أشخاص.[141]
- 16 يوليو: أسفر هجوم انتحاري مزدوج بسيارة وشاحنة مفخخة في كركوك عن مقتل 85 شخصًا على الأقل. كانت الأهداف مقر الاتحاد الوطني الكردستاني وسوق الحصير للمواد الغذائية. وفي بغداد، ضربت سيارة مفخخة انتحارية نقطة تفتيش للشرطة على طريق يؤدي إلى مبنى وزارة الداخلية، مما أسفر عن مقتل أربعة من رجال الشرطة ومدني.[129][142]
- 17 يوليو: أدى تفجير سيارة مفخخة استهدف دورية للجيش العراقي في منطقة زيونة ببغداد إلى مقتل ما بين ثمانية وعشرين شخصًا.[143]
- 22 يوليو: ضرب انتحاريان في سيارة صغيرة منزلًا في التاجي حيث كان يجتمع زعماء العشائر السنية المعارضون لتنظيم القاعدة، مما أسفر عن مقتل ما بين ثلاثة وخمسة أشخاص.[144][145]
- 23 يوليو: قُتل سبعة من رجال الشرطة عندما فجرت انتحارية نفسها عند نقطة تفتيش للشرطة في الرمادي.
- 24 يوليو: ضربت شاحنة مفخخة سوقًا مزدحمًا بالقرب من مستشفى للأطفال في الحلة، مما أسفر عن مقتل 26 شخصًا.[146][147][148]
- 25 يوليو: قتل انتحاريان بسيارتين مفخختين في بغداد 50 من مشجعي كرة القدم العراقيين الذين كانوا يحتفلون بفوز منتخبهم الوطني في نصف نهائي كأس آسيا. ضرب الأول في حي المنصور ببغداد، وأصاب الثاني نقطة تفتيش للجيش شرق المدينة.[149][150][151]
- 26 يوليو: فجّر انتحاري يرتدي سترة ناسفة نفسه عند بوابة مركز شرطة في منطقة تل عبطة الشمالية، مما أسفر عن مقتل خمسة من رجال الشرطة ومدني واحد.[152]
- 30 يوليو: قتلت شاحنة مفخخة استهدفت نقطة تفتيش مشتركة للجيش والشرطة العراقيين ستة من أفراد الأمن بالقرب من بلدة بلد.[153][154]

## أغسطس
- 1 أغسطس: قتل انتحاري 50 شخصًا بعد استدراج سائقي السيارات إلى شاحنة وقود محملة بالمتفجرات بالقرب من محطة بنزين في حي المنصور ببغداد. قتلت سيارة مفخخة انتحارية ما بين 15 و20 شخصًا بالقرب من محل آيس كريم شهير في ساحة الحرية في حي الكرادة ببغداد.[155][156]
- 2 أغسطس: استهدف انتحاري بسيارة مفخخة مجندين يصطفون خارج مركز شرطة في بلدة هبهب الشمالية، مما أسفر عن مقتل 13 شخصًا.[157]
- 5 أغسطس: استهدف انتحاري بسيارة مفخخة ورشة تصليح سيارات عند مدخل بلدة المحمودية، مما أسفر عن مقتل شخصين وإصابة خمسة.[158]
- 6 أغسطس: قتل انتحاري بشاحنة مفخخة ما لا يقل عن 28 شخصًا بينهم 19 طفلاً في تلعفر.[159][160]
- 7 أغسطس: قتل انتحاري سبعة أشخاص وأصاب ثمانية بالقرب من سوق في قرية صالح الخلف، شمال بغداد. هاجم انتحاري بسيارة مفخخة نقطة تفتيش أمريكية بالقرب من قرية عرب شوكة شمال بعقوبة، مما أسفر عن مقتل جندي أمريكي واحد.[161]
- 8 أغسطس: فجر انتحاري نفسه في محل حلاقة في حي جاتون في بعقوبة، مما أسفر عن مقتل خمسة أشخاص وإصابة ثمانية آخرين.[162]
- 9 أغسطس: اعتقلت الشرطة انتحاريًا كان على وشك تفجير سترة ناسفة في سوق مزدحم في بعقوبة.[163]
- 10 أغسطس: قُتل أربعة من مقاتلي البيشمركة وجُرح 14 آخرون عندما ضربت سيارة مفخخة انتحارية موكبهم في قرية عين زالة شمال الموصل.[164]
- 14 أغسطس: تفجيرات القحطانية: نفذ أربعة انتحاريين بسيارات مفخخة مجزرة راح ضحيتها مئات من أفراد الطائفة اليزيدية في شمال العراق في أعنف هجوم منذ الحرب حتى الآن. وبلغت الحصيلة النهائية للقتلى التي أعلنتها الحكومة العراقية 411 قتيلاً، لكن الهلال الأحمر العراقي أفاد بمقتل أكثر من 500 شخص وإصابة 1500 آخرين.[165][166] ضربت شاحنة مفخخة جسر ذراع دجلة بالقرب من التاجي، مما أسفر عن مقتل عشرة أشخاص وسقوط ثلاث سيارات مدنية في النهر أدناه.[167][168]
- 15 أغسطس: قُتِل ما بين شخصين وخمسة أشخاص بتفجير سيارة مفخخة استهدف قاضيًا كبيرًا في الحلة.[169] كما استهدف تفجير سيارة مفخخة دورية شرطة في الموصل، مما أسفر عن مقتل ضابط. وقُتِل انتحاريان في اشتباكات عنيفة في بهرز، قرب بعقوبة، عندما انفجرت ستراتهما الناسفة قبل أوانها. وأسفرت المعركة عن مقتل 21 مسلحًا وستة مدنيين.
- 21 أغسطس: جرح انتحاري يرتدي سترة ناسفة ثمانية أشخاص عندما استهدف طابورًا خارج مركز شرطة في الفلوجة. وفي العرافية، توفي رجل وهو يمنع انتحاريًا من الوصول إلى اجتماع بين جنود أمريكيين وأفراد من قوة دفاع مدنية.[170]
- 22 أغسطس: أسفر تفجير انتحاري بشاحنة وقود عن مقتل 27 شخصًا في مركز شرطة بيجي. وقدّر المسؤولون في البداية عدد القتلى بـ 45، لكنهم خفّضوا هذا الرقم لاحقًا.[171][172] قُتل عشرة أشخاص عندما هاجم انتحاري يقود دراجة نارية دورية للشرطة في سوق المقدادية. قتل انتحاريان يقودان سيارتين مفخختين أربعة جنود عراقيين وجرحا 11 جنديًا أمريكيًا في هجوم على نقطة تفتيش أمريكية عراقية مشتركة في التاجي.[173][174]
- 23 أغسطس: قُتل انتحاري برصاص الشرطة عندما استهدف نقطة تفتيش في شارع السد بالفلوجة. وأصيب شخصان.[175]
- 26 أغسطس: أحبط الجيش العراقي ثلاث هجمات انتحارية بشاحنات مفخخة في الموصل، مما أسفر عن مقتل أحد الانتحاريين واعتقال الاثنين الآخرين.[176][177]
- 27 أغسطس: فجر انتحاري نفسه بسترة ناسفة في الفلوجة، مما أسفر عن مقتل 12 شخصًا في مسجد الرقيب بعد صلاة العشاء.[178][179]
- 28 أغسطس: أفادت التقارير أن الشرطة قتلت مسلحًا يرتدي سترة ناسفة في الموصل.[180][181]
- 31 أغسطس: فجر انتحاري نفسه بسيارة مفخخة، مما أسفر عن مقتل أربعة من أفراد الشرطة وإصابة سبعة آخرين عندما استهدف دوريتهم في قرية الجلام بالقرب من سامراء.[182][183]

## سبتمبر
- 1 سبتمبر: جرح ستة أشخاص بتفجير سيارة مفخخة انتحاري عندما استهدف دورية للجيش العراقي في الموصل.[184]
- 2 سبتمبر: قتل انتحاري بسيارة مفخخة جنديين وأصاب ثمانية عندما استهدف البوابة الأولى لقاعدة للجيش العراقي في التاجي.[185]
- 3 سبتمبر: استهدف تفجير سيارة مفخخة انتحاري نقطة تفتيش للشرطة في منطقة الجزيرة بالقرب من الرمادي، مما أسفر عن مقتل شرطيين وإصابة 13 شخصًا آخرين. قتلت القوات الأمريكية خمسة مسلحين هاجموا مركزًا للشرطة في الصقلاوية، بينهم شخص كان يرتدي سترة ناسفة.[186][187]
- 5 سبتمبر: أدى تفجير سيارة مفخخة انتحاري عند نقطة تفتيش في الموصل إلى مقتل شرطي وإصابة 28 شخصًا آخرين.[188]
- 8 سبتمبر: أدى تفجير سيارة مفخخة انتحاري بالقرب من مركز شرطة مدينة الصدر في بغداد إلى مقتل 15 شخصًا وإصابة 45 آخرين.[189]
- 9 سبتمبر: ضرب تفجير انتحاري بشاحنة وقود نقطة تفتيش للجيش العراقي بالقرب من جسر في بلد، محافظة صلاح الدين. قُتل أربعة جنود وجُرح 15. كذلك قُتل شخصان وجُرح ستة عندما استهدف انتحاري بسيارة مفخخة نقطة تفتيش للجيش العراقي في المحمودية.[190][191]
- 10 سبتمبر: أسفر تفجير شاحنة مفخخة عن مقتل ما لا يقل عن عشرة أشخاص وإصابة 60 آخرين في قرية تل مراغ، بالقرب من الموصل، عندما استهدف مكاتب الحزب الديمقراطي الكردستاني. هاجم انتحاري نقطة تفتيش للشرطة في الصقلاوية، مما أسفر عن مقتل شرطيين ومدنيين وإصابة شرطيين آخرين.[192]
- 14 سبتمبر: هاجم انتحاري نقطة تفتيش للشرطة في مطعم في بيجي مما أسفر عن مقتل 11 شخصًا، بينهم تسعة من رجال الشرطة، وإصابة 15 آخرين.[193][194][195]
- 15 سبتمبر: قُتل عشرة أشخاص وجُرح 15 عندما فجّر انتحاري سيارة مفخخة بالقرب من مخبز في حي العامل جنوب غرب بغداد بينما كان المسلمون يستعدون لإفطار رمضان.[196][197] و اعتقل الجيش العراقي انتحاريًا محتملًا في الموصل.[197]
- 16 سبتمبر: أسفر انفجار قنبلة - إما مثبتة على انتحاري أو دراجة مفخخة - عن مقتل ستة أشخاص في مقهى في الهواء الطلق في بلدة طوزخورماتو الشمالية.[198]
- 18 سبتمبر: قتل انتحاري مدنيًا في حي البلديات ببغداد. هاجم انتحاري متجرًا للهواتف المحمولة في جلولاء مما أسفر عن مقتل أربعة وإصابة 15 آخرين. في الموصل، قتل جنود عراقيون انتحاريًا قبل أن يهاجم موكبهم، لكن جنديين آخرين أصيبا بجروح. كما هاجم انتحاري دورية عسكرية أمريكية في وسط العراق، مما أسفر عن مقتل جندي أمريكي واحد.[199]
- 22 سبتمبر: في هبهب، هاجم انتحاري نقطة تفتيش للجيش، مما أسفر عن إصابة خمسة أشخاص، بينهم جنود عراقيون.[200]
- 24 سبتمبر: هاجم انتحاري تجمعًا لقادة محليين في بعقوبة، وكان قائد الشرطة من بين القتلى الـ 28 وجرح 50 آخرين، كما قُتل مسؤول شرطة آخر وكان من بين الجرحى جنديان أمريكيان. في أبو ماريا، قتل انتحاري يقود شاحنة مفخخة ستة أشخاص، بينهم شرطيان وجندي عراقي، وأصاب 17 آخرين عند نقطة تفتيش.[201]
- 25 سبتمبر: قتل انتحاري يقود سيارة مفخخة في البصرة ثلاثة من رجال الشرطة وأصاب 20 خلال هجوم على مركز للشرطة. في الموصل، فجّر انتحاري سترته بالقرب من عقيد في الشرطة، مما أسفر عن إصابة عشرة، بينهم ضابط شرطة وقاضٍ. استهدف انتحاري يقود سيارة مفخخة رئيس مجلس مدينة الحويجة، مما أسفر عن إصابة الرئيس وحارسين ومدني.[202]
- 26 سبتمبر: قتل انتحاري مدنيًا وأصاب آخر في بغداد. قتل انتحاري ثلاثة أشخاص وأصاب 50 آخرين في الموصل. كما قتلت الشرطة انتحاريًا قبل أن يتمكن من تفجير حمولته. ولم يُسفر تفجير انتحاري في الفلوجة عن أي إصابات.[203]
- 29 سبتمبر: قتل انتحاري في الموصل خمسة شرطيين ومدنيًا واحدًا وأصاب 21 آخرين.[204]

## أكتوبر
- 1 أكتوبر : في الموصل، أدى تفجير سيارة مفخخة إلى مقتل أستاذ جامعي وإصابة سبعة أشخاص آخرين. [205]
- 2 أكتوبر : في الخالص هاجم انتحاري مركزًا للشرطة مما أسفر عن مقتل ستة أشخاص، من بينهم اثنان من رجال الشرطة. [206]
- 4 أكتوبر : فجر انتحاري نفسه في أحد الأسواق في تلعفر مما أدى إلى مقتل ثلاثة أشخاص وإصابة 57 آخرين. [207]
- 8 أكتوبر/تشرين الأول : دمر انتحاري بشاحنة مفخخة مركزًا للشرطة في قرية دجلة، شمال بغداد، مما أسفر عن مقتل 13 شخصًا، بينهم 3 من رجال الشرطة، وإصابة 22 آخرين. هاجم انتحاري نقطة تفتيش للشرطة في تكريت، مما أسفر عن مقتل 3 من رجال الشرطة ومدني واحد وإصابة 10 أشخاص آخرين. وأصاب انتحاري سبعة من رجال الشرطة في الخالص. [208] فجر انتحاري نفسه في منطقة عرب جبور على المشارف الجنوبية لبغداد لتجنب القبض عليه، مما أدى إلى إصابة جنديين من القوات الخاصة الأمريكية.
- 9 أكتوبر : قُتل 22 شخصًا وجُرح 30 آخرون في هجوم شنه انتحاريان بشاحنتين مفخختين في بيجي. [209]
- 10 أكتوبر/تشرين الأول : هاجم انتحاري مقر الحزب الديمقراطي الكردستاني في الموصل، مما أسفر عن مقتل سبعة أشخاص وإصابة عشرين آخرين. كما هاجم انتحاري قاعدة للجيش في الزاب، مما أسفر عن مقتل جندي عراقي وإصابة سبعة آخرين. [210]
- 11 أكتوبر/تشرين الأول : هاجم انتحاري مقهى في بغداد مما أسفر عن مقتل 8 أشخاص وإصابة 25 آخرين. كما هاجم انتحاري مقر الاتحاد الوطني الكردستاني في الموصل مما أدى إلى إصابة 8 أشخاص، من بينهم 4 من حراس الاتحاد الوطني الكردستاني. [211]
- ١٤ أكتوبر/تشرين الأول : قُتِل ١٨ شخصًا وجُرِحَ ٣٧ آخرون في سامراء بتفجير سيارة مفخخة قرب مسجد. كما هاجم انتحاري مركزًا لقوات الكوماندوز التابعة للشرطة في سامراء، مما أسفر عن مقتل أربعة من أفرادها وإصابة تسعة آخرين. وفي قرية البغدادي قرب الرمادي، قُتِل أربعة أفراد من عائلة رائد شرطة بتفجير سيارة مفخخة، وأُصِيب ثمانية آخرون. [212]
- ١٥ أكتوبر/تشرين الأول : في بغداد، قُتل أربعة أشخاص وجُرح ٢٥ آخرون في تفجير سيارة مفخخة يقودها انتحاري. هاجم انتحاري بسيارة مفخخة نقطة تفتيش تابعة لميليشيا عراقية متحالفة مع الولايات المتحدة في بلد، مما أسفر عن مقتل ستة من عناصر الميليشيا وإصابة ثمانية آخرين. قُتل شرطي وأربعة من أفراد عائلته عندما اقتحم انتحاري منزل الشرطي في هيت. [213]
- 16 أكتوبر : أدى هجوم انتحاري بشاحنة مفخخة إلى مقتل 16 شخصًا وإصابة 80 آخرين في هجوم على مركز للشرطة في الموصل. [214]
- 26 أكتوبر/تشرين الأول : قُتِلَت امرأة وأُصِيب أربعة أشخاص آخرين في هجوم على مقر ميليشيا كتائب ثورة العشرين العراقية المتحالفة مع الولايات المتحدة في المقدادية.
- 27 أكتوبر : قتلت القوات الأمريكية انتحاريًا قبل أن يتمكن من تفجير متفجراته في بغداد. [215]
- 29 أكتوبر/تشرين الأول : نفذ انتحاري يستقل دراجة هوائية هجوماً على قاعدتهم في مدينة بعقوبة المضطربة، مما أسفر عن مقتل 30 شرطياً وإصابة 25 آخرين. [216]

## نوفمبر
- 1 نوفمبر : أدى تفجير شاحنة مفخخة استهدف قاعدة للجيش العراقي إلى مقتل خمسة أشخاص، بينهم ثلاثة جنود، وإصابة 18 مدنياً وجندياً في بلدة السعدية. [217]
- 7 نوفمبر : أصيب ما لا يقل عن 12 شخصًا في هجوم انتحاري بسيارة مفخخة على مقر الحزب الديمقراطي الكردستاني في كركوك. [218]
- 8 نوفمبر : قُتلت امرأة وأصيب خمسة أشخاص عندما انفجرت سيارة مفخخة يقودها انتحاري بالقرب من مقر الحزب الديمقراطي الكردستاني في قرية تل أسقف، شمال مدينة الموصل الشمالية. [219]
- 9 نوفمبر : قُتِل خمسة من زعماء العشائر العربية السنية في قرية دوجمة، بالقرب من بلدة الخالص، نتيجة تفجير انتحاري. [220]
- 15 نوفمبر : قُتل زعيم عشيرة سنية وأصيب 10 من أفراد القبيلة عندما تسلل انتحاري يرتدي سترة محملة بالمتفجرات إلى اجتماعهم في بلدة الإسكندرية. [221]
- 16 نوفمبر : تمكن مسؤولون عسكريون أمريكيون من قتل انتحاري يرتدي سترة محملة بالقنابل اليدوية قبل أن يتمكن من تفجير نفسه في بغداد. [222]
- ٢٥ نوفمبر : قُتل جندي عراقي وجُرح أربعة آخرون عندما أطلقت القوات العراقية النار على انتحاري يقود شاحنة مفخخة كان مسرعًا نحو نقطة تفتيش في مدينة كركوك. ولا يزال ثلاثة جنود في عداد المفقودين بعد انفجار الشاحنة. [223]
- 26 نوفمبر : قُتِل جندي وجرح خمسة آخرين في هجوم على نقطة تفتيش للجيش العراقي في منطقة الزاب بشاحنة مفخخة. [224]
- 27 نوفمبر/تشرين الثاني : نفذ انتحاري متنكر في زي راعٍ هجوماً على مقر شرطة محافظة ديالى في مدينة بعقوبة، مما أسفر عن مقتل أربعة من رجال الشرطة واثنين من المدنيين وإصابة 13 آخرين، بينهم ستة من رجال الشرطة. [225]
- 30 نوفمبر : قُتل نقيب في الشرطة العراقية وأصيب اثنان آخران من رجال الشرطة عندما فجر أحد المشتبه بهم في تنظيم القاعدة نفسه أثناء دخولهم منزله لاعتقاله في بلدة الضلوعية. [226]

## ديسمبر
- 1 ديسمبر : أدى تفجير انتحاري إلى مقتل مدني واحد وإصابة خمسة آخرين في سلمان باك. [227]
- 4 ديسمبر : نفذ انتحاري يرتدي سترة ناسفة هجومًا على مركز للشرطة بالقرب من سوق مزدحم، مما أسفر عن مقتل ستة أشخاص وإصابة 25 آخرين في جلولاء. [228]
- 7 ديسمبر : فجرت انتحارية ترتدي سترة مليئة بالمتفجرات نفسها مما أدى إلى مقتل 16 شخصًا وإصابة 27 آخرين في بلدة المقدادية. [229]
- 9 ديسمبر : استهدف هجوم انتحاري بسيارة مفخخة نقطة تفتيش للجيش العراقي، مما أسفر عن مقتل جنديين وإصابة سبعة آخرين في غرب بيجي. [230]
- 10 ديسمبر : قُتِل جندي عراقي وأُصيب اثنان آخران في هجوم انتحاري بسيارة مفخخة على نقطة تفتيش في مدينة بيجي. [231]
- 11 ديسمبر : انفجرت سيارة مفخخة يقودها انتحاري بالقرب من منازل كبار السياسيين العراقيين في حي شديد الحراسة غربي بغداد، مما أسفر عن مقتل شخصين وإصابة 12 آخرين. [232] كما قتل انتحاري يقود سيارة مفخخة جنديًا أمريكيًا وأصاب اثنين آخرين في هجوم بمحافظة صلاح الدين شمال بغداد. [232]
- 13 ديسمبر : هاجم انتحاريان قاعدة للجيش العراقي في مدينة الرياض، مما أسفر عن مقتل سبعة جنود وإصابة 15 آخرين. [233]
- 15 ديسمبر : فجر انتحاري سيارة مفخخة قبل وصولها إلى نقطة تفتيش للشرطة في منطقة البياع في جنوب غرب بغداد، مما أسفر عن مقتل مدني وإصابة ثلاثة آخرين. [234]
- في 20 ديسمبر/كانون الأول ، هاجم انتحاري يرتدي حزامًا ناسفًا مركز تجنيد لدوريات الأحياء في بلدة كنعان بمحافظة ديالى المضطربة. وأفادت الشرطة بمقتل 13 متطوعًا وإصابة 10 آخرين. وأعلن الجيش الأمريكي مقتل جندي أمريكي وإصابة 10 آخرين. [235]
- 22 ديسمبر : فجر انتحاري نفسه بالقرب من نقطة تفتيش للشرطة والجيش العراقي في غرب بغداد، مما أسفر عن مقتل أربعة أشخاص وإصابة ستة آخرين. [236]
- 24 ديسمبر : قتل انتحاري سبعة من رجال الشرطة وأصاب 30 آخرين في هجوم على مركز للشرطة في المقدادية. [237]
- 25 ديسمبر : أدى تفجير شاحنة مفخخة إلى مقتل 23 شخصًا على الأقل وإصابة 77 آخرين في مدينة بيجي شمال العراق. [238]
- 31 ديسمبر : قتل انتحاري يرتدي سترة ناسفة أربعة متطوعين عراقيين من دوريات الأحياء وأصاب اثنين آخرين عند نقطة تفتيش على مشارف بغداد الشمالية. [239] وأصابت انتحارية اثنين من رجال الشرطة وخمسة مدنيين بينهم طفل عندما هاجمت مركزًا للشرطة في بعقوبة. [239]